# Verlag Esoterische Philosophie
Der Verlag Esoterische Philosophie ist ein deutscher Fachbuchverlag mit Sitz in Hannover.
Gegründet wurde der Verlag durch Hermann Knoblauch (1908–2000) und Bärbel Ackermann im März 1984 in Hannover. Die Programmschwerpunkte des Verlags sind Übersetzungen theosophischer Literatur aus dem Englischen sowie die Herausgabe deutschsprachiger theosophischer Texte.

## Autoren (Auswahl)
- Helena Petrowna Blavatsky
- William Quan Judge
- Hermann Knoblauch
- Gottfried von Purucker
- Katherine Tingley
- Judith M. Tyberg